# Ikama
Ikama (Arabisch: إقامة) is binnen de islam na de azan de oproep tot het gebed, juist voor men aanvangt met de salat. De oproep is gericht aan de aldaar verzamelde gemeenschap. In tegenstelling tot de azan wordt de ikama sneller uitgesproken en is meestal meer monotoon.
De oproep vindt niet plaats in een minaret, maar wordt gehouden in de ruimte waar de salat verricht wordt. Ook wanneer men het gebed alleen verricht, behoort men de ikama uit te spreken. Volgens de overlevering bidden er altijd een aantal engelen mee.
Hoewel er overeenkomsten zijn met de azan, is tekstueel gezien de toevoeging van Sta op voor het gebed de grootste verandering. De hanafitische madhhab herhalen iedere zin, zoals tijdens de azan, in tegenstelling tot de andere madhhabs. De malikitische madhhab laat ook het Sta op voor het gebed slechts eenmaal klinken. 

## Tekst
| God is de grootste, God is de grootste, (2x)     | الله اكبر الله اكبر     | āllahu ākbar, āllahu ākbar           |
| Ik getuig dat er geen god is dan God (1x)        | اشهد ان لا اله الا الله | āsh'hadu ān lā ilaha illā-llah       |
| Ik getuig dat Mohammed Gods boodschapper is (1x) | اشهد ان محمد رسول الله  | āsh'hadu ānna mūhammadār rasūlu-llah |
| Haast u naar het gebed (1x)                      | حي على الصلاة           | hayyā `alā-s-salat                   |
| Haast u naar het welslagen (1x)                  | حي على الفلاح           | hayyā `alā-l-falāh                   |
| Sta op voor het gebed (2x)                       | قد قامت الصلاة          | qad qāma tis-salaat                  |
| God is de grootste, God is de grootste (2x)      | الله اكبر الله اكبر     | āllahu ākbar, āllahu ākbar           |
| Er is geen godheid dan God (1x)                  | لا اله الا الله         | lā ilaha illā-llah                   |